# Poslanecký klub Sdružení pro republiku – Republikánské strany Československa
Poslanecký klub Sdružení pro republiku – Republikánské strany Československa existoval v Poslanecké sněmovně PČR v letech od jejího založení do roku 1998.

## Historie klubu
Klub vznikl  6. června 1992 v 1. volební období, ještě jako klub v České národní radě. Měl tehdy 14 členů. Do voleb v roce 1996 klub opustilo 9 poslanců. 
Pro 2. volební období klub vznikl 6. června 1996. Měl 18 členů. Zanikl 19. června 1998.
| Volby | Počet zvolených poslanců | Postavení klubu | Předseda klubu  | Předseda hnutí  |
| ----- | ------------------------ | --------------- | --------------- | --------------- |
| 1992  | 14/200                   | Opozice         | Jan Vik         | Miroslav Sládek |
| 1996  | 18/200                   | Opozice         | Miroslav Sládek | Miroslav Sládek |

## Vedení

### 1992–1996
| Jméno          | Funkce        |
| -------------- | ------------- |
| Jan Vik        | Předseda      |
| Jaroslav Novák | Místopředseda |

### 1996–1998
| Jméno           | Funkce        |
| --------------- | ------------- |
| Miroslav Sládek | Předseda      |
| Jan Vik         | Místopředseda |

## Složení poslaneckého klubu

### 1992–1996
| Jméno             | Volební kraj   | Od             | Do                 |
| ----------------- | -------------- | -------------- | ------------------ |
| Miroslav Kašpárek | Severomoravský | 6. června 1992 | 5. srpna 1994      |
| Bohuslav Kuba     | Západočeský    | 6. června 1992 | 10. srpna 1995     |
| Pavel Kulička     | Jihomoravský   | 6. června 1992 | 19. listopadu 1992 |
| Milan Loukota     | Jihomoravský   | 6. června 1992 | 6. června 1996     |
| Eva Matoušková    | Severočeský    | 6. června 1992 | 19. listopadu 1992 |
| Ladislav Nedorost | Severomoravský | 6. června 1992 | 26. května 1993    |
| Jaroslav Novák    | Jihočeský      | 6. června 1992 | 6. června 1996     |
| Jiří Šoler        | Středočeský    | 6. června 1992 | 20. června 1994    |
| Jaroslav Unger    | Východočeský   | 6. června 1992 | 3. června 1993     |
| Vítězslav Valach  | Jihočeský      | 6. června 1992 | 19. listopadu 1992 |
| Josef Valenta     | Východočeský   | 6. června 1992 | 6. června 1996     |
| Jan Vik           | Severočeský    | 6. června 1992 | 6. června 1996     |
| Zdeněk Vlček      | Středočeský    | 6. června 1992 | 26. května 1993    |
| Oldřich Vrcha     | Jihomoravský   | 6. června 1992 | 6. června 1996     |

### 1996–1998
| Jméno                 | Volební kraj       |
| --------------------- | ------------------ |
| Vlasta Hrůzová        | Severočeský        |
| Zdeněk Krampera       | Hlavní město Praha |
| Josef Krejsa          | Západočeský        |
| Milan Loukota         | Severomoravský     |
| Pavel Maixner         | Východočeský       |
| Jindřich Nehera       | Severomoravský     |
| MUDr. Jaroslav Novák  | Jihočeský          |
| Radomíra Nývltová     | Východočeský       |
| Jana Pešková          | Jihomoravský       |
| Laura Rajsiglová      | Jihomoravský       |
| PhDr. Miroslav Sládek | Severočeský        |
| Ing. Martin Smetana   | Severočeský        |
| Rudolf Šmucr          | Středočeský        |
| Jan Vik               | Severomoravský     |
| Oldřich Vrcha         | Jihomoravský       |
| Ing. Petr Vrzáň       | Západočeský        |
| Ing. Petr Zajíc       | Středočeský        |
| MUDr. Blanka Zajícová | Západočeský        |